# Sri Lanka-irfluesnapper
Sri Lanka-irfluesnapper (latin: Eumyias sordidus) er en spurvefugl, der lever på Sri Lanka.